# تيم تشارلز فيليبس
تيم تشارلز فيليبس (بالإنجليزية: Tim Charles Phillips)‏ هو شخصية أعمال أمريكي، ولد في 7 يوليو 1966.